# Хёрд, Марк
Марк Хёрд (англ. Mark Hurd) (1 января 1957, Нью-Йорк — 18 октября 2019) — содиректор (вместе с Сафрой Кац) и член совета директоров корпорации Oracle, в 2005—2010 годы — член совета директоров, генеральный директор и президент компании Hewlett-Packard.

## Биография
Родился в 1957 году в Нью-Йорке.
Поступил в техасский университет Бэйлор из-за стипендии для теннисистов и вскоре стал первым номером в университетской команде. В 1979 году окончил университет со степенью бакалавра по специальности «управление торгово-промышленной деятельностью», после чего попытался заняться профессиональным теннисом.
В 1980 году начал работать в корпорации NCR Corporation, поступив в компанию как менеджер по продажам. Впоследствии стал заниматься управлением операциями и маркетингом. И в результате карьерного роста возглавил дочернюю компанию Teradata — самостоятельного подразделения NCR Corporation по выпуску аппаратно-программных комплексов для аналитических СУБД.
В 2001 году руководство NCR назначило Хёрда президентом корпорации, в 2002 году — главным операционным директором (COO) и в 2003 году — генеральным директором (CEO) корпорации. В общей сложности проработал в NCR Corporation 25 лет, достигнул значительных результатов, доведя в 2004 году выручку и чистую прибыль компании до $6 млрд и $290 млн соответственно.
В 2005 году вошёл в руководство корпорации Hewlett-Packard (НР) в качестве генерального директора (CEO), сменив на этом посту Карли Фиорину. Примечательно, что кроме этого поста, Хёрд также стал президентом компании, впервые с 2002 года (Майкл Капелла был президентом HP на время переходного периода после слияния с Compaq).
В сентябре 2006 года был назначен председателем совета директоров HP, сменив на этом посту Патрисию Дан, которая до него на протяжении пяти лет занимала этот пост.
В августе 2010 года покинул все занимаемые в компании НР должности. Причиной отставки Хёрда, как говорится в сообщении компании, стали обвинения со стороны бывшей сотрудницы HP в сексуальных домогательствах. По результатам проведённых расследований, вина Хёрда доказана не была, тем не менее, он был признан виновным в нарушении правил корпоративной этики.
Обвинения в сексуальных домогательствах выдвинула 50-летняя Джоди Фишер, которая работала в HP в период с 2007 по 2009 годы. Она занималась организацией презентаций и была ведущей этих мероприятий, за каждое из которых получала гонорар в размере до $5 тыс. Комментируя отставку Хёрда, она сказала, что «удивлена и разочарована» таким исходом. Фишер — актриса, снимающаяся в триллерах, мелодрамах и реалити-шоу. Её фильмография включает сцены с эротическим содержанием. По результатам внутреннего расследования выяснилось, что Хёрд тратил на неё деньги из бюджета компании, подделывая отчёты о расходах.
Анонимный источник Associated Press сообщает, что все претензии со стороны Фишер к Хёрду были отозваны после выплаты денежной компенсации, сумму которой источник не назвал. Сам Хёрд получил от HP в качестве компенсации $12,2 млн, в обмен на обязательства не предъявлять иски к своему работодателю в нарушении трудового законодательства. Оклад Хёрда в 2009 году составил $1,2 млн, а суммарный заработок — более $30 млн. Помимо получения единовременной компенсации, Хёрд продолжает оставаться акционером компании.
Комментируя данное событие, Хёрд признаёт ошибки в своём поведении и говорит, что уход является наилучшим вариантом.

«После пяти лет работы в HP это нелёгкое решение. Но я сомневаюсь, что после всего смогу быть эффективным лидером».
В поддержку Хёрда генеральный директор Oracle и его друг Ларри Эллисон написал письмо в New York Times: «Совет директоров HP принял худшее кадровое решение со времён увольнения идиотами из совета директоров Apple Стива Джобса. Это решение уже было погубило Apple, если бы Стив не вернулся и не спас компанию. У HP был длинный список неудачных CEO пока к ним не пришёл Марк, который за 5 лет безупречной работы вернул HP утраченные позиции».
В сентябре 2010 года Марк Хёрд был принят в совет директоров корпорации Oracle и назначен сопрезидентом этой компании (вместе с Сафрой Кац), подчиняясь непосредственно Ларри Эллисону.

«Марк проделал блестящую работу в HP и, я думаю, в Oracle он достигнет ещё больших результатов, — прокомментировал присоединение своего друга Хёрда глава Oracle. — В ИТ-отрасли нет человека с более подходящими навыками для выбранной Oracle стратегии, чем Марк».
Под выбранной стратегией Эллисон подразумевает интеграцию аппаратных решений и ПО, и выпуск конечных комплексных корпоративных продуктов.
Присоединение Хёрда к Oracle также приветствовала и Сафра Кац, которая тогда занимала должность президента Oracle с 2004 года. По словам Хёрда, которые приводятся в официальном сообщении, вместе они смогут обойти IBM на рынках серверов и сетей хранения данных.
С сентября 2014 года, после ухода Ларри Эллисона с поста генерального директора корпорации Oracle, Хёрд занял пост генерального директора Oracle, оставшись содиректором компании вместе с Сафрой Кац. В его ведении находились продажи, обслуживание и вертикальная интеграция продуктов компании Oracle.

## Семья
Был женат, две дочери.